# Kaimarke
Eine Kaimarke ist eine Wertmarke, die bei der Bezahlung des Anlegeplatzes, des sogenannten Kaigeldes, an einem Kai zum Einsatz kam. Sie ähnelt dem Aussehen einer Briefmarke.